# Pilea-Chortiatis
Pilea-Chortiatis (gr. Δήμος Πυλαίας-Χορτιάτη, Dimos Pileas-Chortiati) – gmina w Grecji, w administracji zdecentralizowanej Macedonia-Tracja, w regionie Macedonia Środkowa, w jednostce regionalnej Saloniki. W 2011 roku liczyła 70 110 mieszkańców. Powstała 1 stycznia 2011 roku w wyniku połączenia dotychczasowych gmin: Panoramatos, Pilea i Chortiatis. Siedzibą gminy jest Panorama, a historyczną siedzibą jest Chortiatis.